# Якова Розсоха
Я́кова Розсоха́ (рос. Якова Рассоха) — річка в Республіці Комі, Росія, ліва притока річки Велика Шежим, правої притоки річки Печора. Протікає територією Троїцько-Печорського району.
Річка протікає на південь, південний захід, захід та південний захід.
Притоки:
- ліва — без назви (довжина 12 км[1])